# Fuchsia lycioides

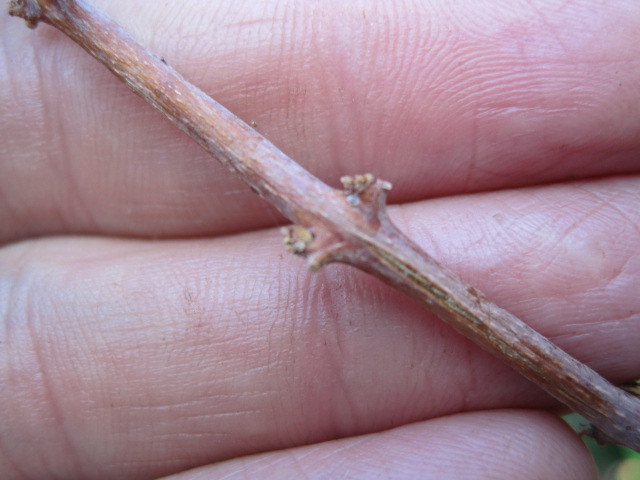
Detall de la falsa espina de F. lycioides

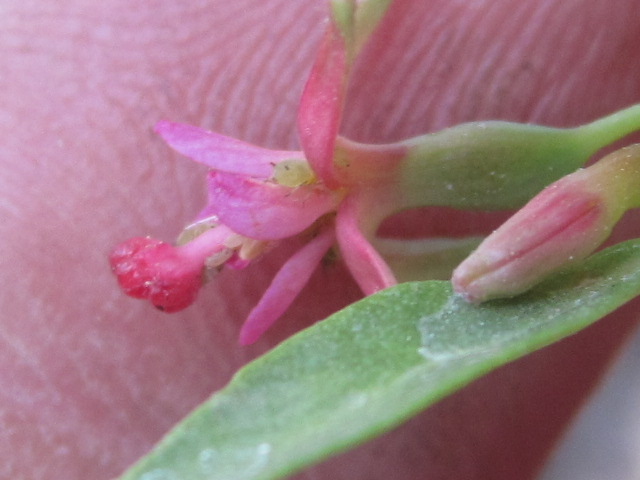
Fuchsia lycioides femella

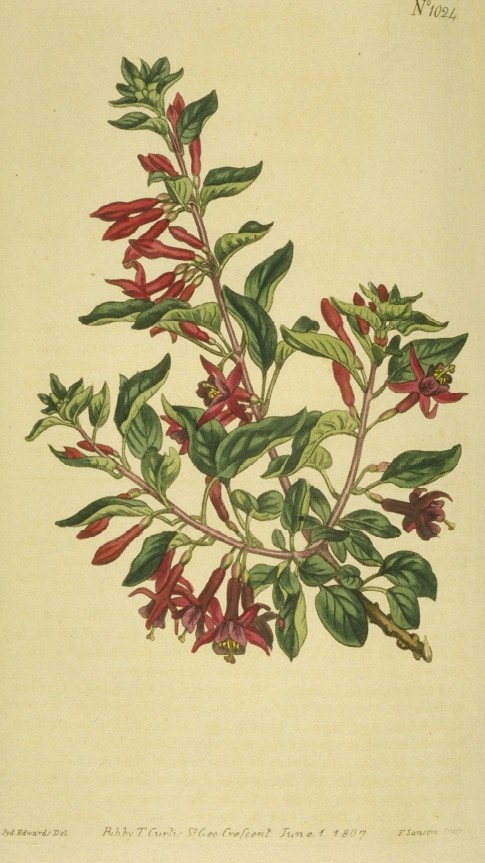
Il·lustració

Fuchsia lycioides és un arbust de la família de les onagràcies originari de Xile que creix prop del mar (0 a 100 msnm) i es cultiva com a planta ornamental.

## Descripció
És un arbust caduc facultatiu (que pot perdre les seves fulles en cas d'haver d'enfrontar sequeres) d'aproximadament 2 a 3 m d'alçada, amb branques llenyoses. Pertany a una secció monotípica Kierschlegeria. Les seves fulles presenten una vora sencera (a diferència de la majoria de les espècies del gènere Fuchsia), tenen el pecíol persistent (que simula una espina) i les seves fulles no presenten nusos. Les seves flors són tetràpteres, amb sèpals oberts generalment de color rosat, que sobrepassen el llarg dels petits pètals de color rosat; la flor és molt petita. Hi ha 8 estams. El fruit és una baia comestible que procedeix d'un ovari en posició inferior. Presenta individus femella (amb anteres atrofiades) i hermafrodites, que ocasionalment presenten fertilitat femenina, al final d'un episodi de floració. Posseeix arrels tuberoses, on emmagatzema aigua per l'estació seca, que dura de 6 a 8 mesos. Se la pot trobar al Parque Nacional Fray Jorge, alimentada per la boira del lloc.
Com se superposa amb la distribució nord de Fuchsia magellanica, hi ha individus interespecífics naturals i gran confusió, ja que Ruiz i Pavon van classificar un híbrid com a espècie, al que van anomenar Fuchsia rosea (Fuchsia lycioides x Fuchsia magellanica), que és distingible de F. lycioides, ja que presenta fulles disposades en parells i vores suaument dentriculades, a més es tracta d'exemplars femenins, ja que presenten anteres atrofiades.
Les flors varien molt entre individus per la seva reproducció gairebé exclusivament sexuada. Les flors de major dimensió són hermafrodites, les quals presenten, en general, algun grau d'infertilitat femenina, on només un 25% dels individus hermafrodites no presenta cap grau d'infertilitat.

## Distribució i hàbitat
Al seu territori d'origen es troba sota condicions de clima costaner d'estepàric a marítim, amb precipitacions entre els 38 i 600 mm. Viu preferentment a la rodalia del mar, a llocs assolellats. Suporta bé la sal.
Està naturalitzada a Cochabamba Bolívia, on va ser introduïda per usar-la en jardineria.

## Usos
Té usos medicinals lligats a les molèsties pròpies de la menstruació. A jardineria, els híbrids de F. lycioides són apreciats per la seva rusticitat i bon comportament a ple Sol.

## Taxonomia
Fuchsia lycioides va ser descrita per Henry Charles Andrews i publicada a Botanist's Repository, for new, and rare plants 2: t. 120. 1800.

### Etimologia
- Fuchsia: nom genèric descrit per primer cop per Charles Plumier a finals del segle xvii, i anomenat en honor del botànic alemany Leonhart Fuchs (1501-1566).
- lycioides: epítet llatí que significa "falsa espina".

### Sinonímia
- Fuchsia rosea Ruiz & Pav.
- Fuchsia rosea var. spinosa (C.Presl) Reiche
- Fuchsia spinosa C.Presl
- Kierschlegeria lycioides (Andrews) Spach[2]